# Antonio Sánchez Valverde
Antonio Sánchez de Valverde y Díaz de Ocaña (Bayaguana, Santo Domingo, 1729 – Guadalajara, Nueva España, 1790 o 1791), conocido como Antonio Sánchez Valverde, fue un presbítero católico, intelectual, racionero, y el primer escritor nacido en la isla de Santo Domingo.
Nació dentro de una familia de clase alta de San Juan Bautista de Bayaguana, su padre fue Juan Sánchez de Valverde (cuyo padre, Miguel Sánchez de Valverde, era oriundo de Alburquerque en Extremadura; y su madre, Bernarda Martínez de Rivera y Cuello, era la hija de un acaudalado general nativo de Azua) y su madre fue Clara Díaz de Ocaña y Frías, hija del capitán Andrés Díaz de Ocaña (largo tiempo residente en Bayaguana, y allí sargento mayor de las milicias del pueblo) y de Francisca de Frías, apodada la Calderona .
Estudió en la Universidad de Santiago de Gorjón, donde se graduó en 1755 de licenciado en Teología. Se hizo bachiller de Derecho Civil en 1758 en la Universidad de Santo Tomás. Fue ordenado sacristán
Llegó a Madrid en 1782 para defender ante el Tribunal del Consejo de Indias su derecho a recibir su canonjía. En 1785 publica en España su obra maestra, “Idea del Valor de la Isla Española”.

## Algunas publicaciones
- Carta respuesta a D. Teófilo Filadelfo en defensa de los sermones del autor (1789)
- Examen de los sermones del P. Eliseo, con instrucciones útiles a los predicadores (1787)
- La América vindicada de la calumnia de haber sido la madre del mal venéreo (1785)
- Idea del valor de la Isla Española y utilidades, que de ella puede sacar su monarquía (1785)
- Sermones panegíricos y de misterios (1783)
- Sermones varios (1783)
- El predicador (1782)
- Tratado al qual preceden algunas reflexiones sobre los abusos al público y medios de su reforma (1781)